# Ictiobus niger
Ictiobus niger es una especie de peces de la familia Catostomidae en el orden de los Cypriniformes.

## Morfología
• Los machos pueden llegar alcanzar los 123 cm de longitud total.

## Reproducción
Es ovíparo.

## Alimentación
Come algas (incluyendo diatomeas) y crustáceos.

## Hábitat
Es un pez de agua dulce y de clima subtropical.

## Distribución geográfica
Se encuentran en Norteamérica, incluyendo México.